# Akmal Shaikh
Akmal Shaikh (5 de abril de 1956 – Ürümqi, 29 de dezembro de 2009) foi um empresário britânico de origem paquistanesa que foi condenado e executado na República Popular da China por tráfico de drogas. Seu julgamento e execução atraíram a atenção da mídia e tornaram tensas as relações diplomáticas entre o Reino Unido e a República Popular da China.

## Biografia
Shaikh, um muçulmano nascido no Paquistão, imigrou para o Reino Unido ainda quando criança. Após a falência de dois negócios, ele se mudou para a Polônia com sua segunda esposa, em 2005, ostentando o sonho de iniciar uma linha aérea e mais tarde se tornar pop star.

## Prisão em solo Chinês
Da Polônia, Akmal Shaikh viajou à China, onde foi preso no Aeroporto Internacional de Ürümqi, em 12 de setembro de 2007 com 4 kg de heroína escondidos em um compartimento de sua bagagem. Sua defesa alegou o desconhecimento da droga, embora seus advogados tenham dito que as provas contra ele eram "esmagadoras". A organização anti-pena capital Reprieve, argumentou que Shaikh sofria de transtorno mental, o qual foi explorado pelos criminosos que o levaram a transportar a heroína sob a promessa de um contrato com gravadora.
O próprio Shaikh, que nunca havia sido avaliado por profissionais de saúde mental, negou que sofresse de desordens mentais. Ele havia solicitado uma avaliação psiquiátrica para provar sanidade, mas os pedidos foram negados pelas autoridades chinesas, embasadas pelo fato de que a lei do país exige que o réu apresente registros médicos prévios que mostrem transtornos mentais para que a solicitação seja atendida. Tanto o governo britânico quanto membros da família de Shaikh pediram por clemência. Após duas apelações, a Suprema Corte chinesa confirmou a sentença de pena de morte proferida no primeiro julgamento, em outubro de 2008, e Shaikh foi executado por injeção letal em Ürümqi, no dia 29 de dezembro de 2009. De acordo com a organização Reprieve, Shaikh foi o primeiro cidadão da atual União Europeia a ser executado na China em mais de 50 anos.
O Reino Unido fez 27 representações oficiais ao governo chinês, o embaixador chinês em Londres foi chamado duas vezes ao encontro dos ministros do exterior britânicos, sendo uma delas após a execução. Enquanto políticos britânicos veteranos condenavam fortemente a execução, e ficaram desapontados quando a clemência foi negada, grupos de direitos humanos e alguns especialistas ocidentais em direito chinês criticavam a falta de processo adequado; o Relator Especial das Nações Unidas, Philip Alston, disse que a recusa em avaliar a saúde mental de Shaikh era uma violação ao direito internacional. A Embaixada Chinesa no Reino Unido disse que Shaikh não dispunha de registros anteriores de doença mental, e que "seus direitos e interesses estavam sendo adequadamente respeitados e garantidos". Também afirmou que a postura chinesa sublinhava o "forte ressentimento" sentido por seu povo frente aos traficantes de drogas, em parte baseados na "amarga lembrança histórica" - uma referência à Guerra do Ópio. Um professor de lei criminal da Universidade da China Ocidental de Ciência Política e Direito disse que a administração de pena de morte relacionada à história, cultura e outras condições de um país: "É da natureza humana implorar por um criminoso que é do mesmo país, ou da mesma família, mas a independência judicial deve ser inteiramente respeitada e todos devem ser iguais perante a lei." A decisão marca o fim de direitos extraterritoriais de poderes estrangeiros sobre as cortes chinesas.